# Józef Mackiewicz
A nu se confunda cu matematicianul Józef Marcinkiewicz!
Józef Mackiewicz (n. 1 aprilie 1902 la Sankt Petersburg - d. 31 ianuarie 1985 la München) a fost un scriitor polonez.
Este cunoscut pentru romanele documentare Nie trzeba głośno mówić (în traducere aproximativă: "Nu trebuie să vorbim tare") și Droga donikąd ("Drumul către nicăieri").
Fiind opozant al regimului comunist, este nevoit să se exileze în Germania, unde rămâne pentru restul vieții.
Fratele său mai mare a fost scriitorul Stanisław Mackiewicz.